# Leonid Rumiancew
Leonid Dmitrijewicz Rumiancew, ros. Леонид Дмитриевич Румянцев (ur. 23 lutego?/8 marca 1914 w Moskwie, Imperium Rosyjskie, zm. 23 czerwca 1985 w Moskwie, Rosyjska FSRR, ZSRR) – rosyjski piłkarz, grający na pozycji napastnika.

## Kariera piłkarska

### Kariera klubowa
W 1930 rozpoczął karierę piłkarską w zespole Proletarka Moskwa. W 1936 przeszedł do Spartaka Moskwa, w którym w 1940 roku zakończył swoją karierę piłkarską.

## Sukcesy i odznaczenia

### Sukcesy klubowe
- mistrz ZSRR: 1936 (j), 1938, 1939
- wicemistrz ZSRR: 1937
- brązowy medalista Mistrzostw ZSRR: 1936 (w), 1940
- zdobywca Pucharu ZSRR: 1938, 1939

### Sukcesy indywidualne
- król strzelców Mistrzostw ZSRR: 1937 (8 goli)